# آندریوس پوجاویس
آندریوس پوجاویس (به انگلیسی: Andrius Pojavis) (زاده ۲۵ نوامبر ۱۹۸۳) خواننده اهل لیتوانی است.
او در مسابقه آواز یوروویژن ۲۰۱۳ نماینده لیتوانی بود.